# Астраханский краеведческий музей
Астраханский государственный объединённый историко-архитектурный музей-заповедник — старейший из региональных музеев России. Сегодня музей-заповедник включает в себя 14 филиалов, пять из них расположены в городе Астрахани, девять — в районах области.
Собрание музея насчитывает свыше 300 тысяч предметов и отличается большим разнообразием. Оно включает в себя уникальные естественно-научные коллекции — археологические, этнографические, нумизматические, таксидермические коллекции фауны и флоры и многое другое.
В музее имеются реставрационные и художественные мастерские, таксидермическая лаборатория, столярная мастерская.

## История
История создания и развития Астраханского музея-заповедника уходит корнями в далекий XIX век, в первой половине которого, а именно в декабре 1837 года, по решению губернатора Ивана Семёновича Тимирязева в Астрахани был открыт «Губернский музеум».
В нём были собраны разнообразные коллекции, но, к сожалению, в 1862 году из-за отсутствия средств на содержание, музей был закрыт, а его экспонаты были переданы на хранение в другие учреждения. В 1874 году возникло общество исследователей Астраханского края (численностью около 100 человек), получившее наименование Петровское, так как срок его создания совпал с празднованием двухсотлетия со дня рождения Петра I. Члены общества вели сборы материалов о природе и истории края, выпустили ряд сборников краеведческих статей. В 1888 году обществу были переданы коллекции, ранее собранные губернским статистическим комитетом. Городская управа отвела помещение для показа экспонатов.
В 1890 году зоологическая, археологическая, нумизматическая коллекции, альбом фотографий, представленные обществом на Казанскую торгово-промышленную выставку, были удостоены многочисленных наград. 5 марта 1897 года состоялось официальное открытие Астраханского Петровского музея. В 1911 году его экспозиции были размещены в новом здании «Городских учреждений», где они и располагаются в настоящее время. Краеведческий музей, головное здание музея-заповедника, расположен в здании городских учреждений, которое построено в 1901—1904, 1909—1912 годах. Сегодня в этом здании кроме музея размещается областная администрация с приёмной губернатора и областное Представительное Собрание. 
В 1941 году в помещениях музея разместился военный госпиталь. 
В 1974 году музею был передан Астраханский кремль, ставший основой созданного распоряжением правительства в 1980 году музея-заповедника.
В археологической коллекции музея есть золотые и серебряные изделия савромато-сарматских времен.
В 2005 году музейная выставка «Золото сарматов» более двух месяцев экспонировалась в музее Палаццо Венеция в Риме, где произвела настоящий фурор среди итальянцев и гостей «вечного города» и завоевала мировую известность. Благодаря демонстрации в Риме, уникальные предметы савромато-сарматской эпохи из фондовой коллекции Астраханского музея-заповедника были включены в изданный итальянской стороной каталог и тем самым вошли в мировой научный оборот.
В 2005 году в Татарстане в рамках проекта «Музеи России — 1000-летию Казани» в государственном историко-архитектурном и художественном музее-заповеднике «Казанский кремль» археологические предметы фондовой коллекции астраханского музея-заповедника, относящиеся к XIII—XIV векам, экспонировались на выставке «Золотая Орда. История и культура» совместно с редчайшими экспонатами из коллекций Эрмитажа.
С 2008 по 2012 год музей был закрыт на реконструкцию. 
В последние годы музей принимал активное участие в формировании международных выставок и современных образовательных социально — культурных программах.
В 2014 году Астраханский музей-заповедник принят в Союз музеев России (Свидетельство о внесении в Реестр членов Союза музеев России за № 300389 от 6 декабря 2014 года).

## Филиалы музея-заповедника
Астраханский государственный объединённый историко-архитектурный музей-заповедник включает в себя 14 филиалов, пять из них расположены в городе Астрахани, девять — в районах области.
- Краеведческий музей — один из первых провинциальных музеев России. Начинался он, как и многие другие, с частных коллекций собирателей древностей. В настоящее время собрание музея насчитывает более 300 тысяч единиц хранения. Самые известные — археологическая коллекция, которая содержит уникальные золотые и серебряные изделия савромато-сарматских времен, золотоордынского периода; нумизматическая коллекция, насчитывающая более 45 тыс. предметов; коллекция документов; этнографическая коллекция. Одна из самых крупных — коллекция фотографий, насчитывающая более 58 тыс. предметов, самая первая фотография в ней датируется 1861 годом. Также в экспозиции представлены коллекция культовых предметов, коллекция живописи и графики, коллекция скульптур, коллекции изделий прикладного искусства, мебели, естественнонаучная и палеонтологическая коллекции, коллекции оружия и вооружения, редкой книги, печатных изданий, почтовых марок и конвертов, коллекции предметов истории техники, макетов и моделей.

Экспонаты музея неоднократно завоевывали признание на российских и международных выставках.
Посетив музей, вы можете ознакомиться с экспозициями: «Рыбы Волго-Каспийского бассейна», «Живое прошлое Земли», «Астраханский край в древности», «Астраханский край в XVI—XVIII веках», «Астраханский край XIX и начала XX века», «Астраханский край XX века», «Астраханские губернаторы», «История и культура народов Астраханского края», «Природа Астраханского края», «Оружейная комната», а также посмотреть выставку «Золото кочевников».
- Историко-архитектурный комплекс «Астраханский кремль» — уникальный архитектурный ансамбль, памятник военно-инженерного искусства второй половины XVI века.

Основная статья: Астраханский кремль.
- Музей культуры Астрахани — филиал Астраханского государственного объединённого историко-архитектурного музея-заповедника, был открыт в 1978 году как Литературный музей Н. Г. Чернышевского.
- Музей истории города, получивший своё наименование в 2001 году в результате переименования Дома-музея Ульяновых.
- Музей боевой славы.
- Музей Курмангазы Сагырбаева в селе Алтынжар.
- Музей «Селитренное городище».
- Музей «Российский арбуз».
- Музей истории рыболовства с. Икряное.
- Музей истории рыболовства c. Оранжереи.
- Историко-краеведческий музей с. Чёрный Яр.
- Историко-краеведческий музей п. Лиман.
- Историко-краеведческий музей Енотаевского района Астраханской области.
- Музей им. Г. Б. Самитовой.